# Sankt Colomann (Dorfen)
Sankt Colomann ist ein Gemeindeteil der Stadt Dorfen im oberbayerischen Landkreis Erding.
Die Einöde liegt circa viereinhalb Kilometer südöstlich von Dorfen an der Kreisstraße ED 22 auf der Gemarkung Schiltern.

## Baudenkmäler
Einziges Baudenkmal im Ort ist die katholische Filialkirche St. Kolomann, ein gedrungener Saalbau mit angefügter Sakristei und Westturm. Sie ist in der zweiten Hälfte des 15. Jahrhunderts entstanden, der Turm stammt von 1678.